# Williams FW23
A Williams FW23 egy Formula–1-es versenyautó, amelyet a Williams csapat épített és versenyeztetett a 2001-es Formula–1 világbajnokság során. Pilótái a csapatnál harmadik évét töltő Ralf Schumacher és az újonc Formula-3000 és CART bajnok Juan Pablo Montoya voltak.

## Áttekintés
A Williams ebben az évben is a BMW motorokat használt, amely már 2000-ben is ígéretesnek tűnt. A második év során még jobb teljesítményt értek el: megnyerték a San Marinói Nagydíjat, négy év után az első győzelmüket aratva, mely Ralf Schumacher számára is az első volt. Az erős motor, a jól tervezett kasztni, és az új gumiszállító, a Michelin abroncsai főként a nagy melegben és a gyors pályákon tették nagyon erőssé a Williams-t, amely összesen négy győzelmet aratott.
Ennek ellenére a bajnoki cím megszerzésére nem volt esélyük. A motorok bár erősek voltak, de rendkívül megbízhatatlanok, a futamok több mint felén ki is esett miattuk a csapat. A nagy tapadást igénylő pályákon, mint Monaco vagy a Hungaroring, pedig ugyancsak a sajátos tervezésből kifolyólag esélyük sem volt. Ehhez jöttek még a különféle vezetői hibák, főként Montoya részéről, aki ekkor még csak ismerkedett a Formula–1-gyel.

## Eredmények
(Táblázat értelmezése)

(Félkövér: pole-pozícióból indult; dőlt: leggyorsabb kört futott) 

| Év   | Csapat   | Motor   | Gumik | Pilóták            | 1   | 2   | 3   | 4   | 5   | 6   | 7   | 8   | 9   | 10  | 11  | 12  | 13  | 14  | 15  | 16  | 17  | Pontok | Eredmény |
| ---- | -------- | ------- | ----- | ------------------ | --- | --- | --- | --- | --- | --- | --- | --- | --- | --- | --- | --- | --- | --- | --- | --- | --- | ------ | -------- |
| 2001 | Williams | BMW V10 | M     |                    | AUS | MAL | BRA | SMR | ESP | AUT | MON | CAN | EUR | FRA | GBR | GER | HUN | BEL | ITA | USA | JPN | 80     | 3.       |
| 2001 | Williams | BMW V10 | M     | Ralf Schumacher    | KI  | 5   | KI  | 1   | KI  | KI  | KI  | 1   | 4   | 2   | KI  | 1   | 4   | 7   | 3   | KI  | 6   | 80     | 3.       |
| 2001 | Williams | BMW V10 | M     | Juan Pablo Montoya | KI  | KI  | KI  | KI  | 2   | KI  | KI  | KI  | 2   | KI  | 4   | KI  | 8   | KI  | 1   | KI  | 2   | 80     | 3.       |